# Doryopteris × hybrida
Doryopteris × hybrida là một loài dương xỉ trong họ Pteridaceae. Loài này được Brade & Rosenst. mô tả khoa học đầu tiên năm 1925.
Danh pháp khoa học của loài này chưa được làm sáng tỏ. 